# 一の宮町
一の宮町（いちのみやまち）は、熊本県阿蘇郡にあった町。
2005年（平成17年）2月11日、同郡の阿蘇町・波野村と合併して阿蘇市となったため消滅した。

## 沿革
- 1954年（昭和29年）4月1日 - 宮地町、古城村、坂梨村、中通村が新設合併して一の宮町が発足。
- 2005年（平成17年）2月11日 - 阿蘇郡阿蘇町、波野村と新設合併して阿蘇市が発足。同日一の宮町廃止。

## 行政
- 町長：渡邉力丸
- 町議会議員：18人

## 地域

### 教育

#### 小学校
- 一の宮町立古城小学校
- 一の宮町立坂梨小学校
- 一の宮町立中通小学校
- 一の宮町立宮地小学校

#### 中学校
- 一の宮町立一の宮中学校

## 交通

### 鉄道
- 九州旅客鉄道（JR九州）
  - 豊肥本線：宮地駅

かつては宮地町（当時）と白水村（現・南阿蘇村）を結ぶ鉄道計画があった。

### 一般路線バス
- 九州産交バス

### 道路
- 国道57号
- 仙酔峡道路 - 日本で最初の町営有料道路として建設された[2]。

## 観光
- 阿蘇古代の郷美術館
- アゼリア21

## 出身著名人
- 佐田の海鴻嗣（元大相撲力士）
- 甲斐まり恵（女優）